# Bento Gonçalves

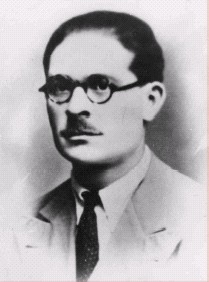
Bento Gonçalves

Bento António Gonçalves, född 1902 i Portugal, död 1942 på Santiago, var en portugisisk kommunistisk politiker och verksam som partiets generalsekreterare från 1929 till sin död, en period då partiet verkade illegalt på grund av den rådande militärdiktaturen. 
Bento Gonçalves fängslades 1930 och deporterades till Azorerna och senare Kap Verde men tilläts återvända 1933 och gick i landsflykt. Efter att först ha sökt stöd hos det spanska kommunistpartiet deltog han 1935 i Kominterns sjunde kongress i Moskva. Samma år återvände han till Portugal men arresterades för underjordisk verksamhet och deporterades till ett nyinrättat arbetsläger i Tarrafal, där han hölls fängslad till sin död.